# Boscastle

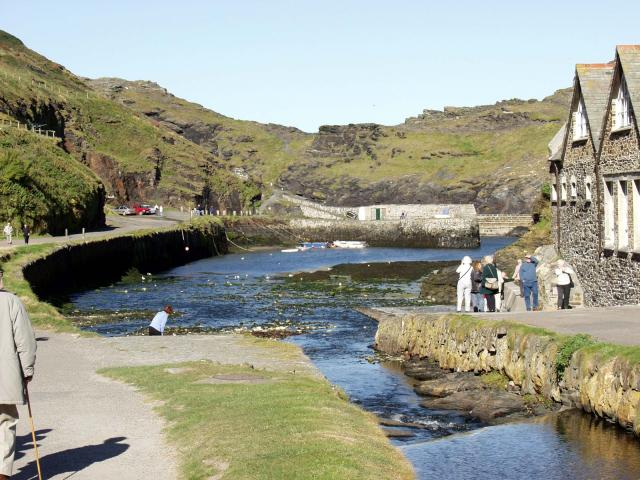
Il porticciolo di Boscastle

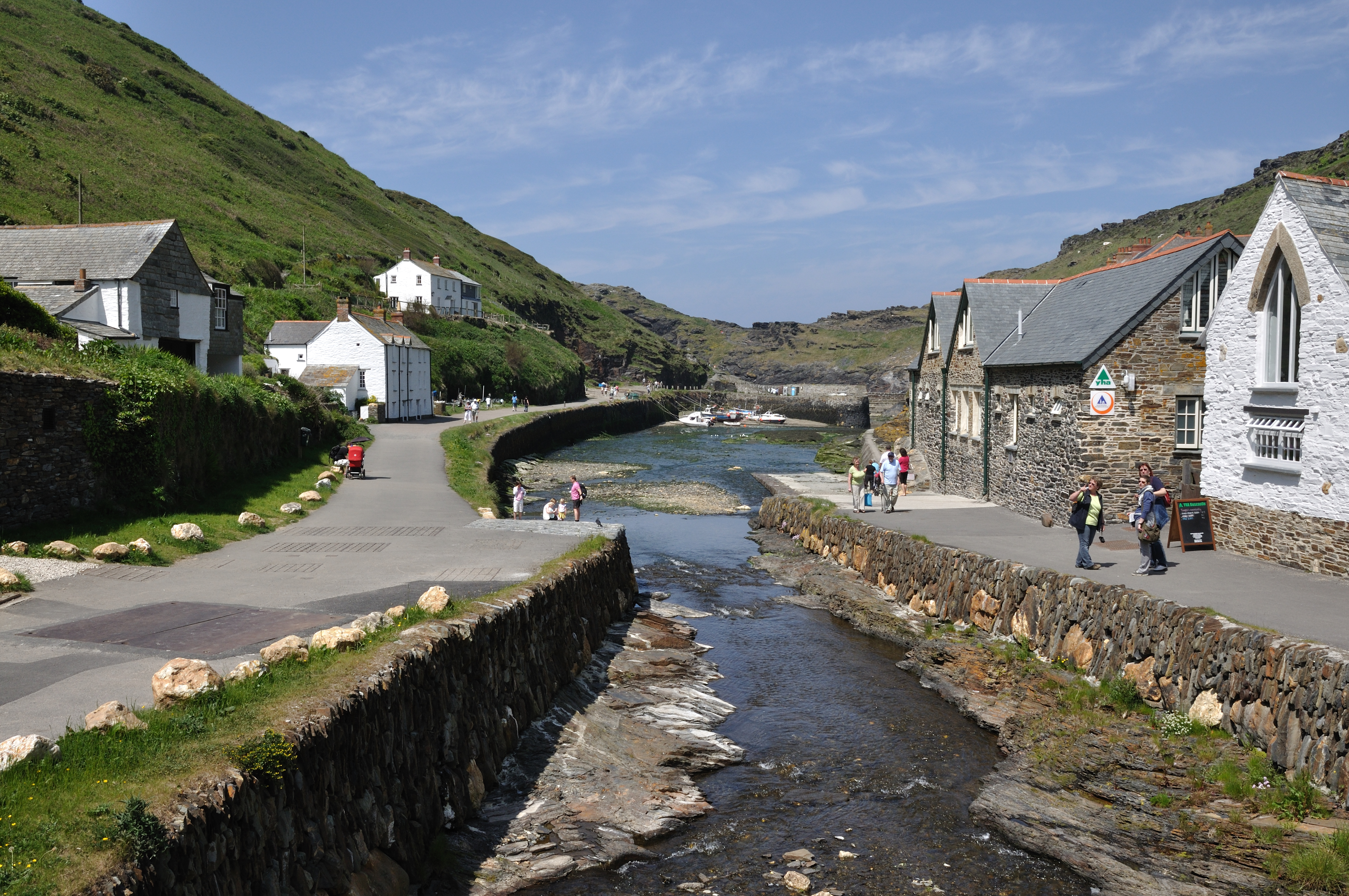
Boscastle: Altra immagine del porticciolo

Boscastle (in lingua cornica:  Kastell Boterel ) è un villaggio della costa settentrionale della Cornovaglia (Inghilterra sud-occidentale), affacciato sull'Oceano Atlantico e facente parte della parrocchia civile di Forrabury and Minster.
Boscastle è situato in posizione idilliaca circondato da paesaggi verdissimi, baite e pascoli ed un profondo fiordo, che ne fa un porto naturale. Il pittoresco villaggio si sviluppa attorno al porticciolo, con graziose abitazioni che oggi sono diventate negozi di souvenir, ristoranti e bed and breakfast.
Il villaggio è posto sotto la tutela del National Trust ed è turisticamente noto per la sua pittoresca posizione in una fenditura tra le scogliere.

## Geografia fisica

### Collocazione
Boscastle si trova tra le località di Bude e Tintagel, rispettivamente a ca. 25 km a sud-ovest della prima e a ca. 5 km  a nord-est della seconda. Si trova inoltre a ca. 9 km a nord di Camelford.

## Storia

### L'alluvione del 2004
Il 16 agosto 2004, il villaggio di Boscastle fu colpito da una disastrosa alluvione, con danni per milioni di sterline. Centinaia di persone furono evacuate dalle proprie case, 50 veicoli furono irrimediabilmente danneggiati.

Un anno dopo il disastro, si parlava ancora di "città fantasma".
La località è stata lentamente ricostruita e l'atmosfera del luogo è tornata quella del passato: presso un museo è possibile ripercorrere tutte le tappe della sciagura. Grazie alla vantaggiosa posizione, Boscastle rappresenta una base perfetta per visitare sia la Cornovaglia che il Devon.

## Edifici e luoghi d'interesse
- Museum of Witchcraft